# Screaming Trees (Electro-Band)
Screaming Trees waren eine britische Synthie-Pop-Band.
Die Band wurde 1987 von Sean Maloney und Mark Swancott in Sheffield gegründet. Das einzige Album der Screaming Trees war "A Fracture In Time", welches 1987 bei Native Records erschien und von Stephen Singleton (ehem. Saxophonist bei ABC) und David Lewin produziert wurde. Darüber hinaus wurden 1988 mit "Asylum" und "Tangiers" zwei Singles veröffentlicht, wobei erstere aus dem Album ausgekoppelt wurde und sich zu einem Dancefloor-Geheimtipp entwickelte.
In den 90er Jahren hatten Maloney und Swancott mit Count Zero und Tocsin zwei Folgeprojekte im Bereich der elektronischen Musik.

## Bandmitglieder
- Sean Maloney (Gitarre, Bass)
- Mark Swancott (Gesang, Gitarre, Schlagzeug)
- Mark Ryan (Gesang)

## Diskografie (Auswahl)
- Iron Guru (EP, 1987)
- A Fracture In Time (LP, 1987)
- Asylum (Single, 1988)
- Tangiers (Single, 1988)
- Success (Count-Zero-LP, 1991)